# Auguste-Viktoria-Hospital (Jerusalem)

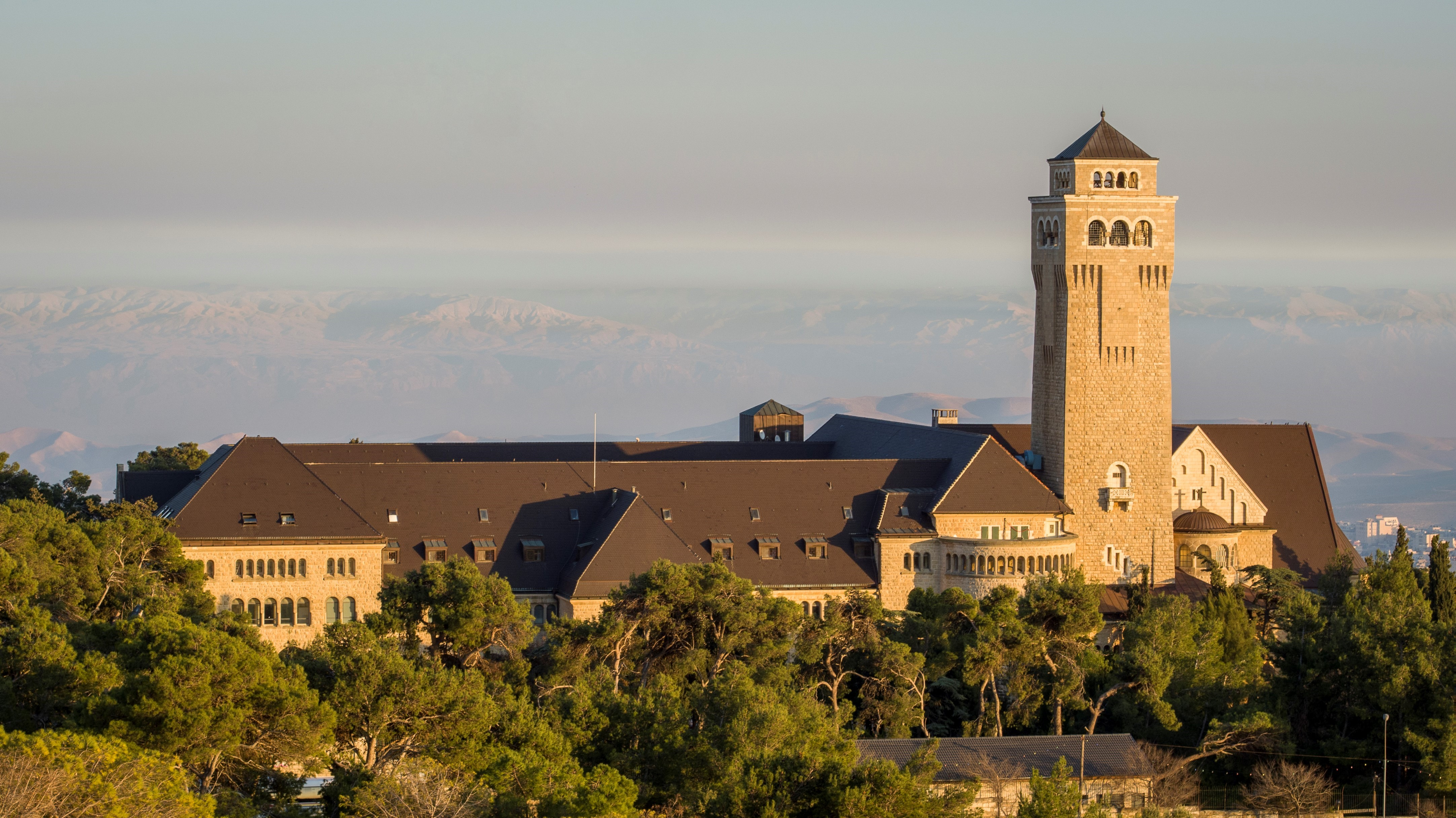
Auguste-Viktoria-Hospital in Jerusalem

Das Auguste-Viktoria-Hospital (englisch The Augusta Victoria [Hospital]) auf dem Jerusalemer Ölberg ist ein ursprünglich deutsches Hospiz und Krankenhaus der Kaiserin-Auguste-Victoria-Stiftung, das im Jahr 1910 eröffnet wurde. Seit 1948 wird es vom Lutherischen Weltbund getragen.
Das Krankenhaus leistet lebensrettende medizinische Versorgung für die Palästinenser im Westjordanland und dem Gazastreifen, einschließlich spezialisierter Therapien in seiner Krebs-, Diabetes- und Kinderabteilung. Es ist die einzige Einrichtung, die für die 4,5 Millionen Palästinenser im Gazastreifen und im Westjordanland die Möglichkeit einer Strahlentherapie bietet.
Das Krankenhaus ist Teil des East Jerusalem Hospital Network, einem Netzwerk von sechs spezialisierten Krankenhäusern im palästinensischen Gesundheitssystem. 2016 wurde es von der Joint Commission International (JCI) für weitere drei Jahre akkreditiert. Diese in den USA beheimatete Organisation zertifiziert Krankenhäuser und Gesundheitseinrichtungen weltweit und hat alle Ebenen des AVK auf die Kriterien Qualitätssicherung und Patientensicherheit hin überprüft.

## Geschichte

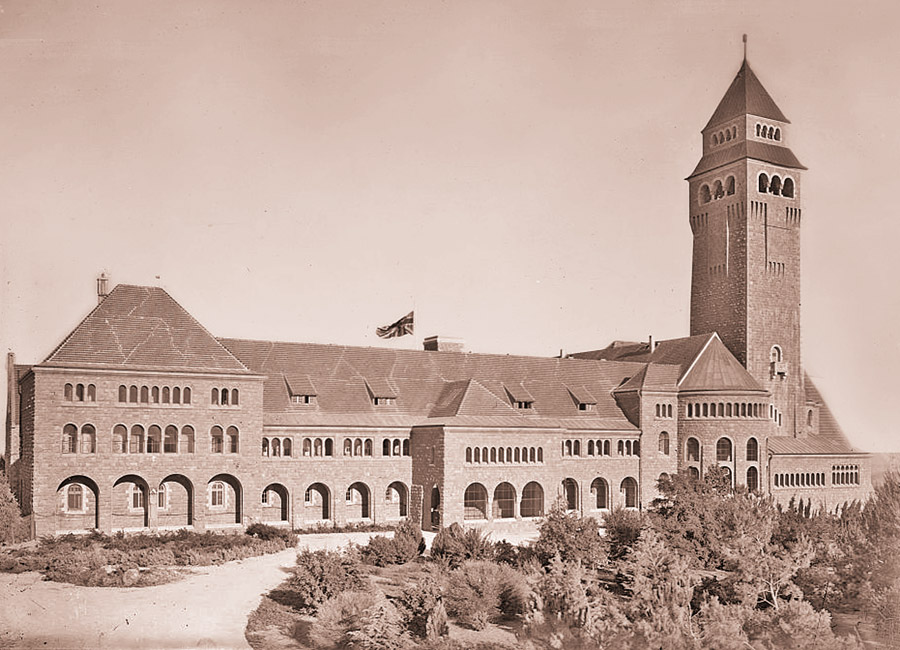
Augusta-Victoria-Hospital mit Himmelfahrtkirche (Turm), 1921 unter britischer Flagge

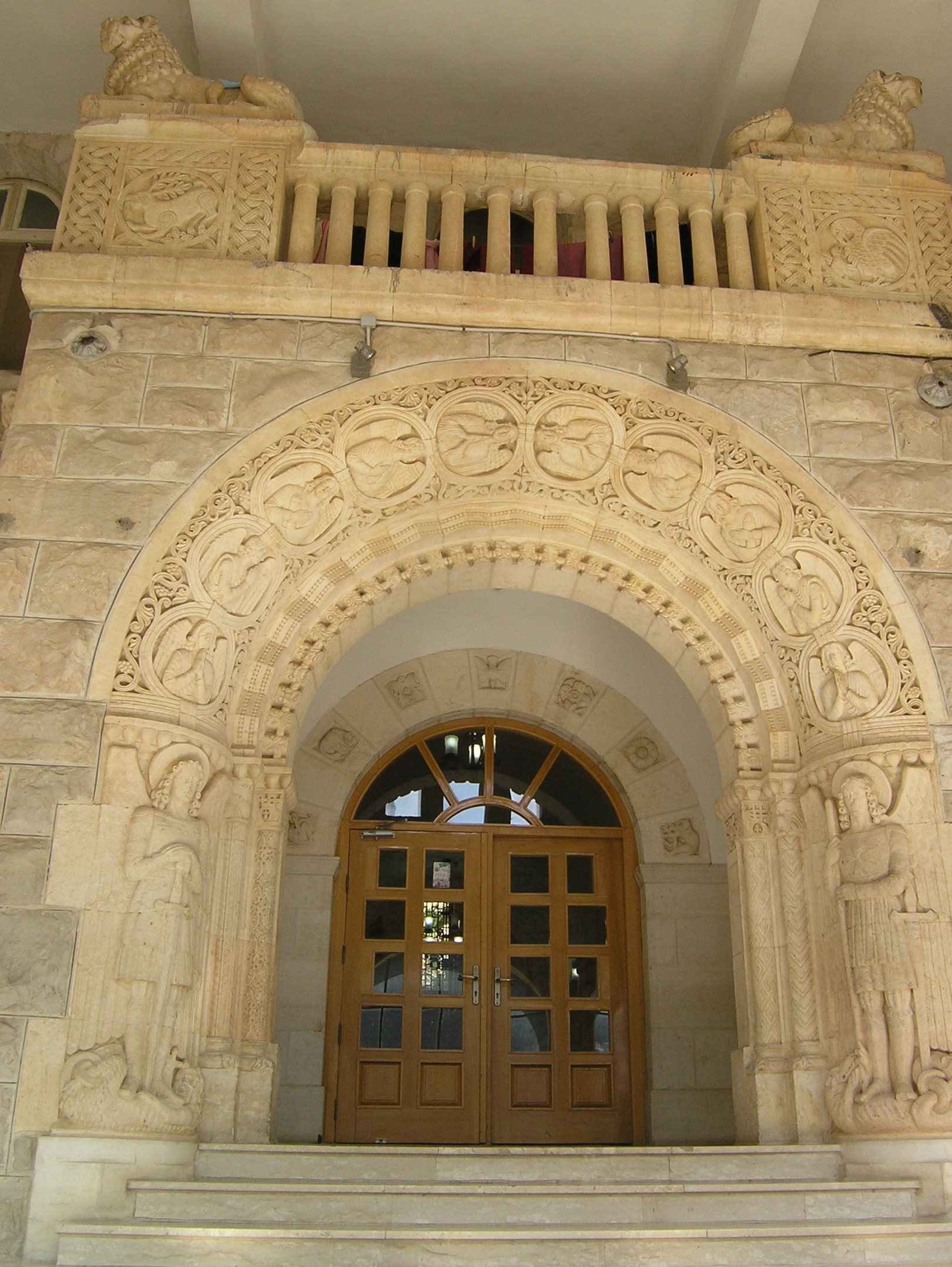
Portal des Hospitals

Das Krankenhaus verdankt seine Entstehung einem Versprechen Kaiser Wilhelm II. auf seiner Palästinareise 1898 an die deutschen Bewohner Palästinas. 1903 gelang es dem deutschen Konsul in Jerusalem Edmund Schmidt (1855–1916), einen Komplex von zunächst ca. 32 Morgen auf dem Ölberg in Jerusalem zu kaufen. Das Kuratorium der Auguste Victoria-Pfingsthaus-Stiftung zu Potsdam erklärte sich 1904 zur Übernahme der Trägerschaft bereit.
Nachdem die Witwe Laura Oelbermann, geb. Nickel, (1846–1929; 1918 von Kaiser Wilhelm II. für ihr soziales Engagement in den Adelsstand erhoben) aus Köln der Stiftung 1 Million Mark gespendet hatte, wurde 1906 der Firma Gause & Leibnitz die Bauausführung übertragen. Die Stiftungsurkunde der sogenannten Ölbergstiftung wurde am 27. Januar 1907 von Wilhelm II., seiner Frau Auguste Viktoria, sämtlichen Prinzen und der Prinzessin Viktoria Luise unterschrieben. Mit dem Ölberg-Kreuz wurde 1909 ein preußischer Orden für Männer und Frauen gestiftet, die sich um die Ölberg-Stiftung verdient gemacht hatten. Zur Grundsteinlegung am 31. März 1907 entsandte der Kaiser Ernst Dryander (1843–1922), Vizepräsident des altpreußischen Evangelischen Oberkirchenrats in Berlin.
Außer Kalk, Stein und Wasser wurden das gesamte Material für den Baukomplex, zu dem auch die evangelische Himmelfahrtkirche gehört, sowie die komplette Inneneinrichtung aus Europa beschafft. Am 9. April 1910 fand die Einweihung statt, bei der Prinz Eitel Friedrich von Preußen und seine Frau Sophie Charlotte von Oldenburg das Kaiserpaar vertraten.
Die Kaiserswerther Diakonisse Theodore Barkhausen (1869–1959), Tochter von Friedrich Wilhelm Barkhausen, leitete in der Zeit vor dem Ersten Weltkrieg bis zum israelischen Unabhängigkeitskrieg nach dem Zweiten Weltkrieg von hier aus und unter höchst wechselhaften politischen Rahmenbedingungen die Kaiserswerther Orientarbeit.
1909/10 übernahm der Johanniterorden den Schutz der auf jetzt insgesamt 2,5 Millionen Mark veranschlagten Stiftung. Durch Landzukäufe war das Areal inzwischen auf ca. 80 Morgen erweitert worden.
Im Ersten Weltkrieg war im Gebäude ein deutsches Lazarett untergebracht, und es diente von 1915 bis 1917 als Hauptquartier für Cemal Pascha. Von Juni bis Dezember 1917 war hier das Oberkommando des deutschen Asien-Korps. In der Mandatszeit war das Gebäude 1920–1927 Sitz des britischen High-Commissioners Herbert Louis Samuel. 1927 wurde das Gebäude durch das starke Erdbeben von Jericho beschädigt, worauf der High Commissioner auszog und den Neubau des Government House in Auftrag gab. 1928 tagte die Weltmissionskonferenz des Internationalen Missionsrates (eine Vorläuferin des Ökumenischen Rates der Kirchen) in den Räumen der Ölbergstiftung.
Ab 1937 wurde das Malaria-Hospiz vom Diakoniewerk Kaiserswerth zu einem Krankenhaus umgestaltet. Im Zweiten Weltkrieg war in dem Gebäude ab 1939 ein britisches Militärlazarett für die Arabische Legion untergebracht.
Das Internationale Komitee vom Roten Kreuz nutzte das Krankenhaus nach dem Jüdisch-Arabischen Krieg von 1948 für palästinensische Flüchtlinge. 1950 wurde die Trägerschaft vom Lutherischen Weltbund übernommen – in langjähriger Zusammenarbeit mit dem „Hilfswerk der Vereinten Nationen für Palästina-Flüchtlinge im Nahen Osten“ (UNRWA).

## Akutkrankenhaus
Das heute Augusta Victoria Hospital (AVH) benannte Krankenhaus liegt in Ostjerusalem und versorgt überwiegend die palästinensische Bevölkerung. Rund 75 % der Patienten kommen aus dem Westjordanland bzw. dem Gazastreifen. Von der Ausstattung her entspricht es etwa einem Krankenhaus der Schwerpunktversorgung mit seinen Abteilungen für Innere Medizin, Allgemeine Chirurgie, Anästhesie und Notfallmedizin, HNO, Onkologie, Pädiatrie, Radiologie und Labormedizin. Das Akutkrankenhaus betreibt auch eine Ambulanz und Dialysestationen für Kinder und Erwachsene. Es fördert die Gesundheitsbildung mit Ernährungsberatung und Diabetes-Prophylaxe. Für junge Ärzte, Medizinstudenten und Pflegeberufe werden Praktika und Ausbildungsprogramme angeboten.
1950–1991 wurde die Pädiatrie bzw. das Krankenhaus von Amin al-Majaj (1921–1999) geleitet, der von 1950 bis 1964 stellvertretender Bürgermeister von Ostjerusalem, 1957 sowie 1964 jordanischer Gesundheitsminister, 1967–1988 Mitglied des jordanischen Parlamentes und 1977–1999 (von Israel nicht anerkannt) ehrenamtlicher Bürgermeister von Ostjerusalem war. 2016 wurde das Krankenhaus um eine Station für Knochenmarkstransplantationen erweitert.
Das AVK hat eine Lizenz für 172 stationäre Plätze, aber aufgrund des hohen Bedarfs mussten einige stationäre Betten in den ambulanten Bereich verlagert werden. Die Beschränkung auf 120 stationäre Betten ermöglicht es mehr ambulanten Patienten, eine Chemotherapie, Diagnose oder Strahlentherapie zu erhalten. Das Krankenhaus hat ein 100-Betten-Hotel in der Nähe gepachtet, wo Patienten während der dreiwöchigen Therapiezyklen wohnen können.
Im Juli 2014, während der israelischen Militäroffensive, richtete das AVK eine Notfallstation mit Platz für vier Intensiv- und 12 Chirurgiepatienten ein, in der Verletzte aus dem Gazastreifen rund um die Uhr aufgenommen und versorgt werden konnten. „Mit der Bereitstellung medizinischer Versorgung für Betroffene leistet der LWB einen Beitrag zur Einhaltung der internationalen Übereinkommen über den Umgang mit in Konflikten Verletzten“, begründete der damalige Direktor der Abteilung des LWB für Weltdienst, Pfr. Eberhard Hitzler, die Maßnahme. „Der LWB tut alles in seiner Macht Stehende, nicht nur den Schutz der Zivilbevölkerung einzufordern, sondern dieser Forderung auch konkrete Hilfsmassnahmen für die zu Schaden Gekommenen folgen zu lassen.“
Von 2015 bis zum Dezember 2021 war Walid Nammour der Leitende Direktor (Chief Executive Officer) des AVH. Er folgte auf den langjährigen CEO Tawfiq Nasser, der im Mai 2015 plötzlich verstorben war. Nammour ist selbst in der Altstadt von Jerusalem geborener, palästinensischer Flüchtling. Seine Ausbildung im Bereich Gesundheits- und Krankenhausmanagement erwarb er in Großbritannien, den USA und Frankreich. Seit einem Vierteljahrhundert leitet er Einrichtungen im Gesundheitsbereich und wirkte zudem als ranghoher Berater des ersten Gesundheitsministers der Palästinensischen Autonomiebehörde. Nammour hatte erst kurze Zeit zuvor die Position als stellvertretender Leiter des Krankenhauses angetreten. Seit 2022 wird das Krankenhaus von dem Radiologen Fadi Atrash geleitet. Vertreterin des Lutherischen Weltbundes in der Leitung ist seit 2019 die deutsche Medizinethnologin Sieglinde Weinbrenner.
Das Krankenhaus hat derzeit (Jahresbericht 2016) 118 stationäre und 52 ambulante Behandlungsplätze sowie 403 Mitarbeitende. Im Jahr 2016 wurden 12.605 stationäre Patienten aufgenommen. Das Krankenhaus führte in dem Jahr 22.716 Dialysesitzungen, 20.088 Chemotherapiesitzungen und 25.585 Strahlentherapiebehandlungen durch.
Durch fehlende Zahlungen der palästinensischen Autonomiebehörde für Behandlungen geriet das Krankenhaus mehrfach in akute Liquiditätsprobleme. 2016 erreichte die Krise einen Punkt, an dem das Krankenhaus Patienten abweisen musste. Anfang 2017 stellten die USA 11 Millionen US-$ zur Verfügung, die ca. ein Drittel der palästinensischen Schulden abdeckten. Im Oktober 2017 appellierte Elizabeth Eaton, die leitende Bischöfin der ELCA, an den palästinensischen Botschafter in den USA Husam S. Zomlot, Zahlungen zu leisten, da sonst bis auf lebensrettende Maßnahmen keine Operationen mehr durchgeführt werden könnten.
Am 15. Juli 2022 besuchte US-Präsident Joe Biden das AVH im Rahmen seiner Nahost-Reise. Dabei sagte er weitere Hilfen der Vereinigten Staaten für das palästinensische Gesundheitssystem zu. Der Besuch führte in Israel zu Kritik, weil er auch als subtile Distanzierung Bidens von der Anerkennung ganz Jerusalems als Hauptstadt Israels angesehen wurde.

## Augusta Victoria Compound
Im Gelände der Auguste-Victoria-Stiftung (Augusta Victoria Compound) besteht heute neben dem Krankenhaus das Evangelische Pilger- und Begegnungszentrum der Himmelfahrtkirche mit einem öffentlichen Café. Es gibt einen Kindergarten und ein Gästehaus. Auch das Deutsche Evangelische Institut für Altertumswissenschaft des Heiligen Landes hat dort seit 1982 seinen Sitz.

## Stiftung
Eigentümerin des heute ca. 20 Hektar großen Compounds ist die Kaiserin Auguste Victoria-Stiftung auf dem Ölberge bei Jerusalem (Ölbergstiftung) mit heutigem Sitz in Hannover. Sie ist eine rechtsfähige und kirchliche Stiftung im Sinne von § 20 des Niedersächsischen Stiftungsgesetzes und wird durch ein Kuratorium geleitet, dessen Vorsitz der oder die jeweilige Ratsvorsitzende der Evangelischen Kirche in Deutschland innehat.